# Ejalia
Ejalia (gr. Δήμος Αιγιαλείας, Dimos Ejalias) – gmina w Grecji, w administracji zdecentralizowanej Peloponez, Grecja Zachodnia i Wyspy Jońskie, w regionie Grecja Zachodnia, w jednostce regionalnej Achaja. Siedzibą gminy jest Ejo. W 2011 roku liczyła 49 872 mieszkańców. Powstała 1 stycznia 2011 roku w wyniku połączenia dotychczasowych gmin: Ejo, Simbolitia, Erineos, Diakopto, Akrata i Egira.